# Judah Alkalai
Yehudá Ben Shelomo Chai Alkalay (Saraievo, 1798 - Jerusalém, 1878) foi um rabino sefardita, considerado um dos precursores do movimento sionista.

## Biografia
Nasceu em Saraievo, Bósnia, que estava nesta época sob o Império Otomano. Imigrou para a Terra de Israel aos 11 anos. Muito cedo recebeu seu diploma de Rabinato (semichá em hebraico), em Jerusalém como aluno do rabino Eliezer Papo, conhecido por seu livro "Pele Yoetz", no ano de 1825. Com 27 anos foi chamado à Sérvia para servir como rabino de uma pequena comunidade judaica na periferia da cidade de Belgrado.
No ano de 1839 entrou em contato com o rabino Yehuda Bibas e foi bastante influenciado por sua filosofia com relação a redenção judaica. Alkalay descreveu este encontro com muita emoção e chamou o rabino Bibas de "um homem divino e sagrado", "o rabino maravilhoso" e "o cabalista divino".
Durante o século XIX, vários alunos dos rabinos Bibas e Alkalay concretizaram seus rabinatos emigrando para a Terra de Israel, e indo atracar no porto de Jafa vindo de toda a extensão do Império Otomano, da Europa e do norte da África. Eles fundaram o Instituto Mikve Israel, que ajudava a absorsão de judeus que imigravam a Terra de Israel.
Nos anos 50 do século XIX, Alkalay saiu numa campanha de alistamento, arrecadação de fundos e difusão de sua filosofia política em vários países europeus. Escreveu, então, seu livro Goral la-Adonai, no qual descrevia em detalhes sua filosofia, e pela primeira vez escreveu o programa político-'Sionista' (o termo não existia na época) com a ideia de uma negociação com o Império Otomano para a fundação de um Estado Judaico na terra de Israel, incluindo a fundação de fundos para comprar terras e ajudar na absorção de imigrantes judeus - este livro foi traduzido ao inglês. 
Como o avô de Theodor Herzl, Simon Arie Herzl, tocava o shofar na sinagoga que servia Alkalay, é provavel que Herzl leu o livro Goral la-Adonai, e se inspirou nele para escrever o seu livro O Estado Judeu.
Em 1874 Alkalay voltou a morar em Israel, no começo em Jafa, e depois em Jerusalém, lá enfrentou debates muito profundos com os rabinos que já residiam na cidade por causa de sua filosofia.
Ele morreu em 1878, e foi enterrado na parte sefardita do cemitério judaico do Monte das Oliveiras.